# Perophthalma tenera
Perophthalma tenera är en fjärilsart som beskrevs av John Obadiah Westwood 1847. Perophthalma tenera ingår i släktet Perophthalma och familjen Riodinidae. Inga underarter finns listade i Catalogue of Life.